# Jiří Vigil z Thun-Hohensteinu
Jiří Vigil hrabě z Thun-Hohensteinu (německy Georg Vigil Graf von Thun-Hohenstein, 1630, Brughier – 1692, Salcburk) byl česko-rakouský šlechtic z významného rodu Thun-Hohensteinů, zakladatel vedlejší rodová větve Thun-Croviana.

## Život
Narodil se jako syn Jiří Zikmunda z Castell-Brughieru a jeho třetí manželky Marie svobodné paní z Firmianu. Měl několik sourozenců -  Jana Jakuba, Karla Cypriána, Kryštofa Antonína, Jana Arbogasta, Alfonse Františka, Markétu Kateřinu.
V letech 1664 až 1687 žil u vídeňského dvora, později v Salcburku u dvora svého bratrance (nikoli strýci, jak se někdy uvádí), salcburského arcibiskupa Jana Arnošta. Ten Jiřímu Vigilovi svěřil několik úřadů a vysílal ho na různé diplomatické mise.
V roce 1651 mu připadly zámky Caldes a Rocca, na kterém obvykle často pobýval. Jím založená vedlejší rodová větev Thun-Croviana však vyhasla již v osobě jeho syna Jakuba Maxmiliána, který byl biskupem v Gurku.